# Nothroctenus
Genre
Synonymes
- Mesoctenus Mello-Leitão, 1929
- Leitanoctenus Soares & Camargo, 1948

Nothroctenus est un genre d'araignées aranéomorphes de la famille des Ctenidae.

## Distribution
Les espèces de ce genre se rencontrent au Brésil, au Paraguay et en Bolivie.

## Liste des espèces
Selon World Spider Catalog (version 17.0, 26/05/2016) :
- Nothroctenus bahiensis Mello-Leitão, 1936
- Nothroctenus fuxico Dias & Brescovit, 2004
- Nothroctenus lineatus (Tullgren, 1905)
- Nothroctenus marshi (F. O. Pickard-Cambridge, 1897)
- Nothroctenus omega (Mello-Leitão, 1929)
- Nothroctenus sericeus (Mello-Leitão, 1929)
- Nothroctenus spinulosus (Mello-Leitão, 1929)
- Nothroctenus stupidus Badcock, 1932

## Publication originale
- Badcock, 1932 : « Reports of an expedition to Paraguay and Brazil in 1926-1927 supported by the Trustes of the Percy Sladen Memorial Fund and the Executive Committee of the Carnegie Trust for the Universities of Scotland. Arachnida from the Paraguayan Chaco ». Journal of the Linnean Society of London (Zoology), vol. 38, p. 1-48.